# Titularbistum Augurus
Augurus (ital.: Auguro) ist ein Titularbistum der römisch-katholischen Kirche.
Die in Nordafrika gelegene Stadt war ein alter römischer Bischofssitz, der im 7. Jahrhundert mit der islamischen Expansion unterging. Er lag in der römischen Provinz Numidien.
| Titularbischöfe von Augurus |                                 |                                                               |                   |                   |
| Nr.                         | Name                            | Amt                                                           | von               | bis               |
| 1                           | Michel Darmancier SM            | Apostolischer Vikar von Wallis und Futuna (Pazifik, Ozeanien) | 22. Dezember 1961 | 21. Juni 1966     |
| 2                           | Victor-Julien-André Gouet       | Weihbischof in Paris (Frankreich)                             | 30. Dezember 1966 | 15. Dezember 1988 |
| 3                           | Gilles Lussier                  | Weihbischof in Saint-Jérôme (Kanada)                          | 23. Dezember 1988 | 7. September 1991 |
| 4                           | Simon Akwali Okafor             | Weihbischof in Awka (Nigeria)                                 | 6. März 1992      | 9. September 1994 |
| 5                           | Edwin Michael Conway            | Weihbischof in Chicago (USA)                                  | 24. Januar 1995   | 9. August 2004    |
| 6                           | João Carlos Petrini             | Weihbischof in São Salvador da Bahia (Brasilien)              | 12. Januar 2005   | 15. Dezember 2010 |
| 7                           | José Francisco Falcão de Barros | Weihbischof im Brasilianischen Militärordinariat              | 16. Februar 2011  |                   |